# London Midland

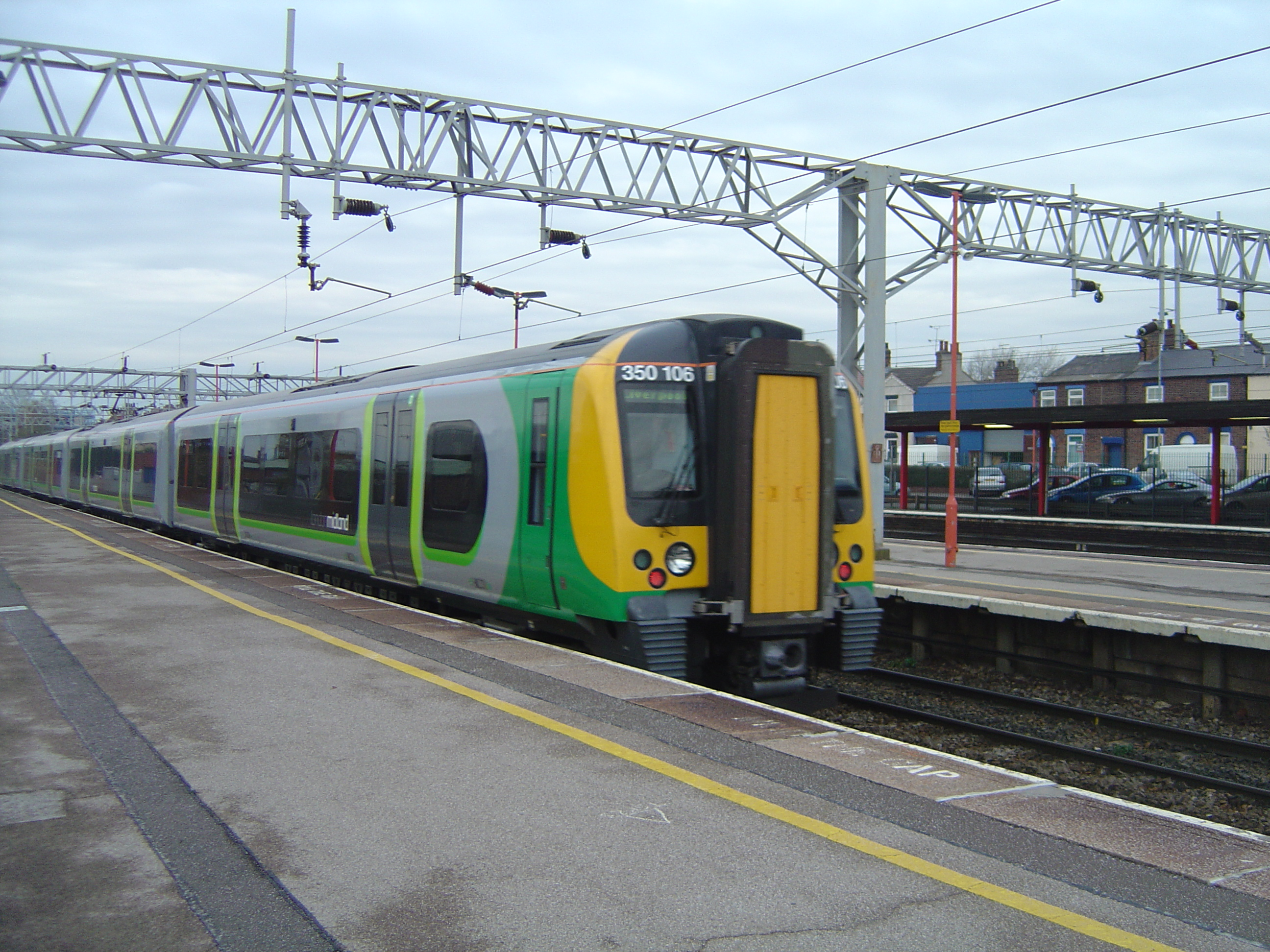
Pociąg British Rail Class 350 w barwach London Midland

London Midland – brytyjski przewoźnik kolejowy, który w latach 2007-2017 obsługiwał pasażerskie połączenia podmiejskie i regionalne w regionie West Midlands oraz pociągi pośpieszne łączących ten region z Londynem. Spółka działała w ramach franczyzy West Midlands, przyznanej przez brytyjski Departament Transportu (DfT). Operatorem była firma Govia, będąca wspólnym przedsięwzięciem Go-Ahead Group (Wielka Brytania) i Keolis (Francja).

## Historia
Franczyza West Midlands została przyznana Govii 22 czerwca 2007 roku, a działalność London Midland rozpoczęła się 11 listopada 2007 roku. Początkowo planowano zakończenie franczyzy we wrześniu 2015 roku, jednak została ona przedłużona najpierw do października 2017, a następnie do 10 grudnia 2017 roku.
London Midland powstało w wyniku reorganizacji sieci kolejowej, która połączyła elementy dawnych operatorów Silverlink i Central Trains. Firma zobowiązała się do zakupu co najmniej 37 nowych zespołów trakcyjnych, uruchomienia połączenia półekspresowego między Londynem a Crewe oraz inwestycji w stacje na kwotę co najmniej 11,5 mln funtów.
W grudniu 2017 roku obsługę franczyzy przejęła spółka West Midlands Trains, działająca pod markami West Midlands Railway i London Northwestern Railway.
W lipcu 2025 roku ogłoszono, że operator West Midlands Trains - następca London Midland - zostanie przeniesiony do sektora publicznego z dniem 1 lutego 2026 roku, w ramach programu nacjonalizacji przewoźników pasażerskich realizowanego przez rząd Wielkiej Brytanii.

## Działalność
London Midland obsługiwało cztery główne grupy tras:
- London Euston Routes – połączenia między Londynem Euston a Birmingham New Street i Crewe,
- Birmingham Regional – trasy regionalne w obrębie Birmingham,
- West Midlands Local – lokalne połączenia w regionie,
- Branch Lines – linie odgałęźne, w tym Stourbridge Town Shuttle obsługiwany przez Pre Metro Operations.

Połączenia podmiejskie były sygnowane marką London Midland City, natomiast pociągi pośpieszne kursowały jako London Midland Express.

## Tabor
W momencie zakończenia działalności London Midland dysponowało następującymi typami taboru:
- British Rail Class 150 (28 zestawów) - dziedziczone po Central Trains[7],
- British Rail Class 153 (10 zestawów)[8],
- British Rail Class 170 (23 zestawy)[9],
- British Rail Class 321 (37 zestawów)[10],
- British Rail Class 323 (26 zestawów) - obsługa tras miejskich[11],
- British Rail Class 350 (30 zestawów)[12].

W ramach franczyzy zamówiono także nowe jednostki, m.in. Class 172 Turbostar oraz Class 350/2 Desiro, a także dwa Class 139 Parry People Movers do obsługi linii Stourbridge Town.